# Municipio de Madison (condado de Winneshiek)
El municipio de Madison (en inglés: Madison Township) es un municipio ubicado en el condado de Winneshiek en el estado estadounidense de Iowa. En el año 2010 tenía una población de 436 habitantes y una densidad poblacional de 4,69 personas por km².

## Geografía
El municipio de Madison se encuentra ubicado en las coordenadas 43°17′55″N 91°54′11″O / 43.29861, -91.90306. Según la Oficina del Censo de los Estados Unidos, el municipio tiene una superficie total de 92.93 km², de la cual 92,93 km² corresponden a tierra firme y (0 %) 0 km² es agua.

## Demografía
Según el censo de 2010, había 436 personas residiendo en el municipio de Madison. La densidad de población era de 4,69 hab./km². De los 436 habitantes, el municipio de Madison estaba compuesto por el 97,71 % blancos, el 0,46 % eran asiáticos, el 1,15 % eran de otras razas y el 0,69 % eran de una mezcla de razas. Del total de la población el 1,61 % eran hispanos o latinos de cualquier raza.